# لي يونهي
لي يون هي هي ممثلة كورية جنوبية ولدت في يوم 9 يناير 1988. بدأت التمثيل في سنة 2001، ومثلت في مسلسلات شرق عدن في 2008 و فانتوم في 2012 و ملكة جمال كوريا في 2013 و الصفقة في 2017، أول حب لمليونير في 2006، وفيلم إم في 2007 وفيلم المحقق كاي: سر الجزيرة الضائعة في 2007.